# Юрієскі Торребланка
Юрієскі Торребланка Кверальта (ісп. Yurieski Torreblanca Queralta; нар. 15 березня 1989, Острів юності) — кубинський борець вільного стилю, чотириразовий чемпіон, срібний та бронзовий призер Панамериканських чемпіонатів, дворазовий чемпіон Панамериканських ігор, чемпіон Центральноамериканського і Карибського чемпіонату, чемпіон та срібний призер Центральноамериканських і Карибських ігор.

## Життєпис
Боротьбою почав займатися з 1995 року.
Виступає за борцівський клуб «Серро Пеладо» Гавана. Тренер — Хуліо Мендьєта (з 2011).

## Спортивні результати на міжнародних змаганнях

### Виступи на Чемпіонатах світу
| Змагання                        | Збірна | Вагова категорія          | Місце |
| ------------------------------- | ------ | ------------------------- | ----- |
| Чемпіонат світу з боротьби 2017 | Куба   | вільна боротьба, до 86 кг | 8     |
| Чемпіонат світу з боротьби 2018 | Куба   | вільна боротьба, до 86 кг | 10    |
| Чемпіонат світу з боротьби 2019 | Куба   | вільна боротьба, до 86 кг | 21    |
| Чемпіонат світу з боротьби 2022 | Куба   | вільна боротьба, до 86 кг | 26    |
| Чемпіонат світу з боротьби 2023 | Куба   | вільна боротьба, до 86 кг | 32    |

### Виступи на Панамериканських чемпіонатах
| Змагання                                   | Збірна | Вагова категорія          | Місце  |
| ------------------------------------------ | ------ | ------------------------- | ------ |
| Панамериканський чемпіонат з боротьби 2013 | Куба   | вільна боротьба, до 84 кг | Бронза |
| Панамериканський чемпіонат з боротьби 2015 | Куба   | вільна боротьба, до 86 кг | Золото |
| Панамериканський чемпіонат з боротьби 2017 | Куба   | вільна боротьба, до 86 кг | Золото |
| Панамериканський чемпіонат з боротьби 2018 | Куба   | вільна боротьба, до 86 кг | Срібло |
| Панамериканський чемпіонат з боротьби 2020 | Куба   | вільна боротьба, до 86 кг | Золото |
| Панамериканський чемпіонат з боротьби 2023 | Куба   | вільна боротьба, до 86 кг | Золото |
| Панамериканський чемпіонат з боротьби 2024 | Куба   | вільна боротьба, до 86 кг | 5      |

### Виступи на Панамериканських іграх
| Змагання                  | Збірна | Вагова категорія          | Місце  |
| ------------------------- | ------ | ------------------------- | ------ |
| Панамериканські ігри 2019 | Куба   | вільна боротьба, до 86 кг | Золото |
| Панамериканські ігри 2023 | Куба   | вільна боротьба, до 86 кг | Золото |

### Виступи на Кубках світу
| Змагання                    | Збірна | Вагова категорія | Місце |
| --------------------------- | ------ | ---------------- | ----- |
| Кубок світу з боротьби 2018 | Куба   | команда          | 4     |
| Кубок світу з боротьби 2019 | Куба   | команда          | 5     |

### Виступи на Центральноамериканських і Карибських чемпіонатах
| Змагання                                                       | Збірна | Вагова категорія          | Місце  |
| -------------------------------------------------------------- | ------ | ------------------------- | ------ |
| Центральноамериканський і Карибський чемпіонат з боротьби 2018 | Куба   | вільна боротьба, до 86 кг | Золото |

### Виступи на Центральноамериканських і Карибських іграх
| Змагання                                     | Збірна | Вагова категорія          | Місце  |
| -------------------------------------------- | ------ | ------------------------- | ------ |
| Центральноамериканські і Карибські ігри 2018 | Куба   | вільна боротьба, до 86 кг | Золото |
| Центральноамериканські і Карибські ігри 2023 | Куба   | вільна боротьба, до 86 кг | Срібло |

### Виступи на інших змаганнях
| Змагання                                                     | Збірна | Вагова категорія                 | Місце  |
| ------------------------------------------------------------ | ------ | -------------------------------- | ------ |
| Cerro Pelado International 2013                              | Куба   | вільна боротьба, до 84 кг        | Золото |
| Кубок Гранми з боротьби 2014                                 | Куба   | вільна боротьба, до 86 кг        | Бронза |
| Кубок Гранми з боротьби 2015                                 | Куба   | вільна боротьба, до 86 кг        | 5      |
| Cerro Pelado International 2016                              | Куба   | вільна боротьба, до 86 кг        | Золото |
| Cerro Pelado International 2017                              | Куба   | вільна боротьба, до 86 кг        | Золото |
| Кубок Канади з боротьби 2017                                 | Куба   | вільна боротьба, до 86 кг        | Золото |
| Гран-прі «Іван Яригін» 2018                                  | Куба   | вільна боротьба, до 86 кг        | 5      |
| Cerro Pelado International 2018                              | Куба   | вільна боротьба, до 86 кг        | Золото |
| Beat the Streets 2018                                        | Куба   | Multiple Style Event, до LL92 кг | Срібло |
| Cerro Pelado International 2019                              | Куба   | вільна боротьба, до 86 кг        | Золото |
| Кубок Гранми і Серро-Пеладо з боротьби 2020                  | Куба   | вільна боротьба, до 86 кг        | Золото |
| Олімпійський кваліфікаційний турнір з боротьби 2020 (Оттава) | Куба   | вільна боротьба, до 86 кг        | Бронза |
| Олімпійський кваліфікаційний турнір з боротьби 2024          | Куба   | вільна боротьба, до 86 кг        | 8      |